# Crithagra ankoberensis
El serín de Ankober (Crithagra ankoberensis) es una especie de ave paseriforme de la familia Fringillidae endémica de Etiopía. El serín de Ankober anteriormente se clasificaba en el género Serinus, pero cuando los estudios genéticos del ADN nuclear y mitocondrial demostraron que era polifilético, el género fue dividido y se trasladaron gran parte de sus especies al resucitado género Crithagra.

## Descripción
Es un pájaro pequeño, de unos 12 cm de largo, que se alimenta de semillas. Sus partes superiores son de tonos pardos con veteados oscuros, mientras que su cabeza y pecho tienen fondo blanquecino con un denso motado pardo oscuro. El serín de Ankober es un ave gregaria que con frecuencia se encuentra en bandadas. Su canto consiste en un gorjeo constante y grave.

## Distribución y hábitat
Es una especie endémica de Etiopía, que vive en las laderas pronunciadas de montañas rocosas y los acantilados altos. Su área de distribución se compone de varias áreas disjuntas en el norte de la región de Shewa y la región de Amhara. De hecho, el nombre de la especie proviene de la ciudad de Ankober, perteneciente a esta última región. Se encuentra amenazada por la pérdida de hábitat.